# AEW World Tag Team Championship
Het AEW World Tag Team Championship is een professioneel worstelkampioenschap dat gecreëerd werd en eigendom is van de Amerikaanse worstelorganisatie All Elite Wrestling (AEW). Het kampioenschap werd officieel aangekondigd op 18 juni 2019. De eerste inaugurele kampioenen waren SoCal Uncensored (Frankie Kazarian en Scorpio Sky). De huidige kampioenen zijn The Lucha Brothers (Penta El Zero Miedo & Rey Fénix).

## Geschiedenis
Op 18 juni 2019 werd er een Three-Way Tag Team match en een toernooi aangekondigd voor het evenement Fyter Fest op 29 juni 2019, waar het winnende team de kans zou krijgen om door te gaan naar het volgende evenement All Out en in de eerste ronde te komen bij het toernooi. De wedstrijd werd gewonnen door Best Friends (Chuck Taylor and Trent Beretta) die de tag teams Private Party (Isiah Kassidy & Marq Quen) en SoCal Uncensored versloegen. Later werd er door Executive Vice President Matt Jackson, aangekondigd dat er een tweede Three-Way Tag Team match komt bij het evenement Fight for The Fallen op 13 juli 2019 met The Dark Order, Jurassic Express (Jungle Boy and Luchasaurus) en Angelico & Jack Evans met de winnaars van de wedstrijd die het gaan opnemen tegen tag team Best Friends bij het evenement All Out. The Dark Orders wonnen de match van Best Friends bij All Out.

## Titel geschiedenis
| Nr. | Kampioenen                                           | # | Datum            | Stad                                                                                      | Evenement                                                                         | Opmerkingen |
| --- | ---------------------------------------------------- | - | ---------------- | ----------------------------------------------------------------------------------------- | --------------------------------------------------------------------------------- | --- |
| 1   | SoCal Unsencored (Frankie Kazarian en Scorpio Sky)   | 1 | 30 oktober 2019  | Charleston, West Virginia                                                                 | Dynamite                                                                          | Wonnen van Lucha Brothers (Pentagón Jr. and Rey Fénix) in de toernooifinale om de inaugurele kampioenen te worden.                                     |
| 2   | Kenny Omega & Adam Page                              | 1 | 21 januari 2020  | Nassau, Bahama's \|Chris Jericho's Rock 'N' Wrestling Rager at Sea Part Deux: Second Wave | Nam plaats in Norwegian Pearl. De aflevering werd uitgezonden op 22 januari 2020. | |
| 3   | FTR (Cash Wheeler & Dax Harwood                      | 1 | 5 september 2020 | Jacksonville, Florida                                                                     | All Out                                                                           | [ 10 ] |
| 4   | The Young Bucks (Matt & Nick Jackson)                | 1 | 7 november 2020  | Jacksonville, Florida                                                                     | Full Gear                                                                         | Als The Young Bucks hadden verloren mochten ze nooit meer mensen uitdagen voor de kampioenschappen. De manager van FTW werd verbannen om de ring heen. |
| 5   | The Lucha Brothers (Penta El Zero Miedo & Rey Fénix) | 1 | 5 september 2021 | Hoffman Estates, Illinois                                                                 | All Out                                                                           | Dit was een Steel Cage match. |